# Dunedinia
Dunedinia là một chi nhện trong họ Linyphiidae.

## Các loài
Phân loại The World Spider Catalogo 12.0:
- Dunedinia decolor Millidge, 1988
- Dunedinia denticulata Millidge, 1988
- Dunedinia occidentalis Millidge, 1993
- Dunedinia opaca Millidge, 1993
- Dunedinia pullata Millidge, 1988

## Hình ảnh

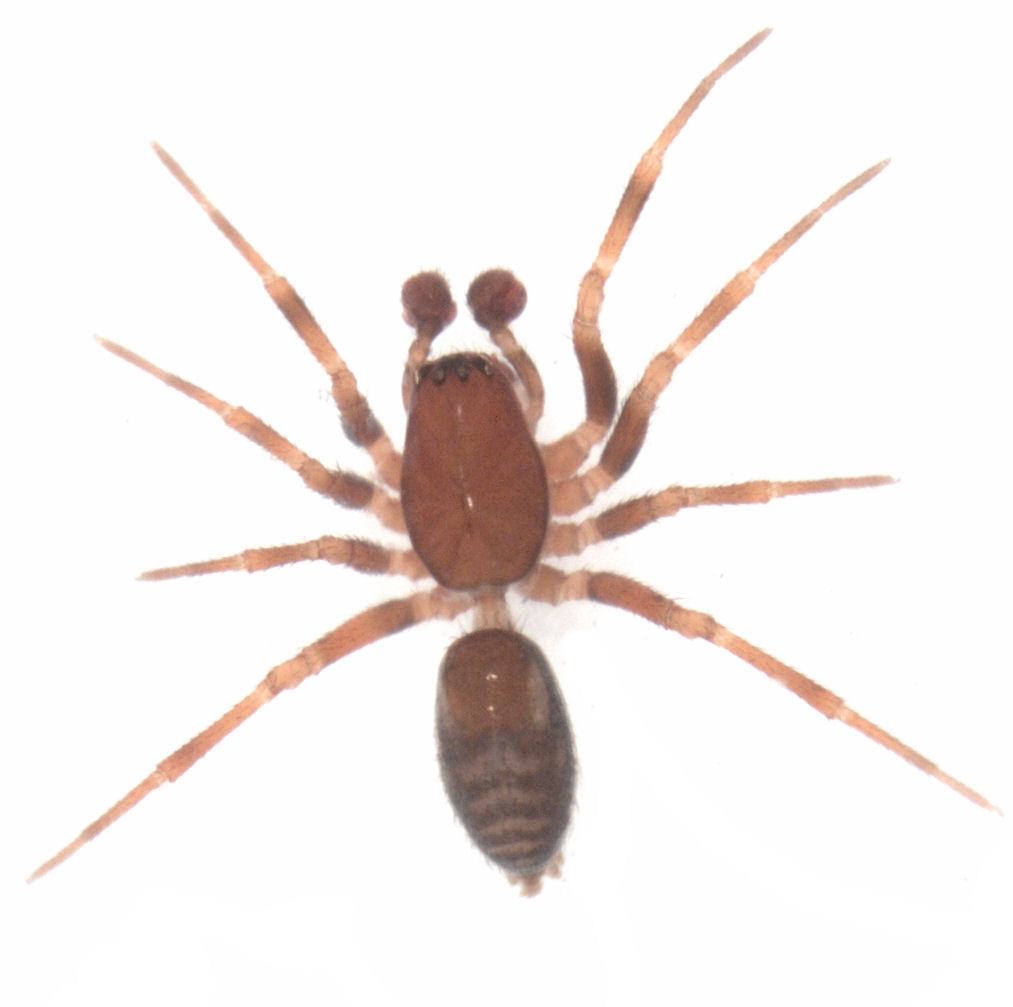